# Scott Dixon (Biathlet)
Scott Dixon (* 9. Juli 1994 in Inverness, Schottland) ist ein ehemaliger britischer Biathlet.

## Karriere

### Verheißungsvollstes Talent im britischen Team (2012 – 2016)
Seinen ersten internationalen Rennen bestritt Scott Dixon bei den Biathlon-Juniorenweltmeisterschaften 2012 im finnischen Kontiolahti. Sein bestes Ergebnis war ein 44. Platz im Verfolgungsrennen, das der spätere Gesamtweltcupsieger, Weltmeister und Olympiasieger Johannes Thingnes Bø gewann. Es folgten Einsätze im zweitklassigen IBU-Cup, bevor er im Januar 2013 in Oberhof an seinen ersten Weltcuprennen teilnahm. Mit vier Schießfehlern wurde er im Sprint als Vorletzter gewertet und verfehlte damit die Punkteränge und die Qualifikation für das Verfolgungsrennen deutlich. Nachdem er im Januar 2015 bei den Juniorenweltmeisterschaften mit Position 18 im Einzel sein bestes Junioren-WM-Ergebnis erzielt hatte, startete er kurz darauf erstmals bei Weltmeisterschaften auf Seniorenebene, die er mit den Rängen 81 und 78 in den Einzelrennen und Rang 24 und 25 in den Staffelrennen abschloss.
Die Saison 2015/16 wurde zur ersten vollständigen Weltcup-Saison von Dixon. Am 28. November startete er zunächst noch im IBU-Cup in Idre, wo er beim Sprint den 67. Platz belegte. Nur eine Woche später gehörte er wieder zum britischen Weltcup-Aufgebot und nahm am Saisonauftakt in Östersund teil. Im Sprint belegte er den 97. Platz, im Einzel den 100. Platz. Danach bestritt er auch alle weiteren Weltcups. In Hochfilzen erreichte er beim Sprint wieder nur den 94. Platz, in der an diesen Tagen stattfindenden Staffel belegte er mit dem britischen Aufgebot den 26. Platz. Beim Vorweihnachtsweltcup auf der Pokljuka belegte er im Sprint den 81. Platz. Zum Ersatzweltcup in Ruhpolding, welcher schon im neuen Jahr stattfand, kam er im Sprint nicht über den 102. Rang hinaus, jedoch konnte er im Einzel einen 73. Platz erreichen. Kurz vor Ende des Monats ging er auch in Antholz an den Start. Im Sprint belegte er nur den 106. Rang, mit der Staffel kam er nicht über den 25. Platz hinaus. In kanadischen Canmore, zum nächsten Weltcup, war er wieder einmal im Sprint vertreten. Da erreichte er den 88. Platz. Bei der Biathlon-Weltmeisterschaft am Holmenkollen ging er im Sprint und im Einzelrennen an den Start. Die 10-km-Strecke beendete er in 30:13,8 Minuten, was ihm den 91. Platz verschaffte. Auf der doppelten Distanz über 20 Kilometer erreichte er den 89. Platz.

### Gesundheitliche Probleme, Karrierebestleistungen und Karriereende (2017/2018)
In der Saison 2016/2017 nahm er in Östersund zunächst an der Single-Mixed-Staffel teil, wo seine Mannschaft überrundet und damit aus dem Rennen genommen wurde. Die Saison sollte trotzdem und zusätzlicher permanenter Gesundheitsprobleme seine erfolgreichste werden. Vor dem Saisonhöhepunkt gab er an, seit November des Vorjahres durchgängig an Herzproblemen zu leiden, und zusätzliche Erkältungen die Rennen nicht einfacher machten. Im Einzel der WM gelang ihm mit Rang 69 sein generell bestes Weltmeisterschaftsergebnis. Kurz darauf holte der Brite in einem IBU-Cup-Rennen mit Rang 39 zum ersten und einzigen Mal Punkte. Zum Abschluss der Saison gab es in Oslo Position 67 im Sprint und damit Dixons beste Weltcupplatzierung zu feiern. Zwar lief er auch in der Saison 2017/18 noch im Weltcup, konnte aber weder dort, noch im IBU-Cup gute Resultate einfahren. Sein Vorhaben, sich für die Olympischen Spiele zu qualifizieren, scheiterte nur um wenige Punkte. National gewann er in seinen aktiven Jahren diverse Meisterschaftstitel.
Im Anschluss an die Wettkämpfe in Oslo 2018 gab Scott Dixon schließlich mit nur 23 Jahren sein Karriereende bekannt.

## Persönliches
Der Schotte ist der Sohn von Mike Dixon, dem bisher erfolgreichsten britischen Biathleten. Seit 2020 ist er Cheftrainer der britischen nationalen Nachwuchsmannschaft, hauptberuflich arbeitet er in einem Medienunternehmen.

## Statistiken

### Weltcupplatzierungen
Die Tabelle zeigt alle Platzierungen (je nach Austragungsjahr einschließlich Olympische Spiele und Weltmeisterschaften).
- 1.–3. Platz: Anzahl der Podiumsplatzierungen
- Top 10: Anzahl der Platzierungen unter den ersten zehn (einschließlich Podium)
- Punkteränge: Anzahl der Platzierungen innerhalb der Punkteränge (einschließlich Podium und Top 10)
- Starts: Anzahl gelaufener Rennen in der jeweiligen Disziplin
- Staffel: inklusive Mixed- und Single-Mixed-Staffeln

| Platzierung         | Einzel | Sprint | Verfolgung | Massenstart | Staffel | Gesamt |
| ------------------- | ------ | ------ | ---------- | ----------- | ------- | ------ |
| 1. Platz            |        |        |            |             |         |        |
| 2. Platz            |        |        |            |             |         |        |
| 3. Platz            |        |        |            |             |         |        |
| Top 10              |        |        |            |             |         |        |
| Punkteränge         |        |        |            |             | 17      | 17     |
| Starts              | 10     | 24     |            |             | 17      | 51     |
| Stand: Karriereende |        |        |            |             |         |        |

### Biathlon-Weltmeisterschaften
Ergebnisse bei den Weltmeisterschaften:
| Weltmeisterschaften | Weltmeisterschaften | Einzelwettbewerbe | Einzelwettbewerbe | Einzelwettbewerbe | Einzelwettbewerbe | Staffelwettbewerbe | Staffelwettbewerbe |
| Jahr                | Ort                 | Einzel            | Sprint            | Verfolgung        | Massenstart       | Herrenstaffel      | Mixedstaffel       |
| ------------------- | ------------------- | ----------------- | ----------------- | ----------------- | ----------------- | ------------------ | ------------------ |
| 2015                | Kontiolahti         | 78.               | 81.               | –                 | –                 | 24.                | 25.                |
| 2016                | Oslo                | 89.               | 91.               | –                 | –                 | –                  | –                  |
| 2017                | Hochfilzen          | 69.               | 98.               | –                 | –                 | 26.                | –                  |

### Juniorenweltmeisterschaften
Ergebnisse bei den Juniorenweltmeisterschaften:
| Weltmeisterschaften | Weltmeisterschaften | Einzel | Sprint | Verfolgung | Staffel |
| Jahr                | Ort                 | Einzel | Sprint | Verfolgung | Staffel |
| ------------------- | ------------------- | ------ | ------ | ---------- | ------- |
| 2012                | Kontiolahti         | 89.    | 46.    | 44.        | DNS     |
| 2013                | Obertilliach        | 62.    | 40.    | 47.        | –       |
| 2014                | Presque Isle        | 23.    | 46.    | 46.        | –       |
| 2015                | Minsk               | 18.    | 49.    | 31.        | 17.     |